# ロメインレタス

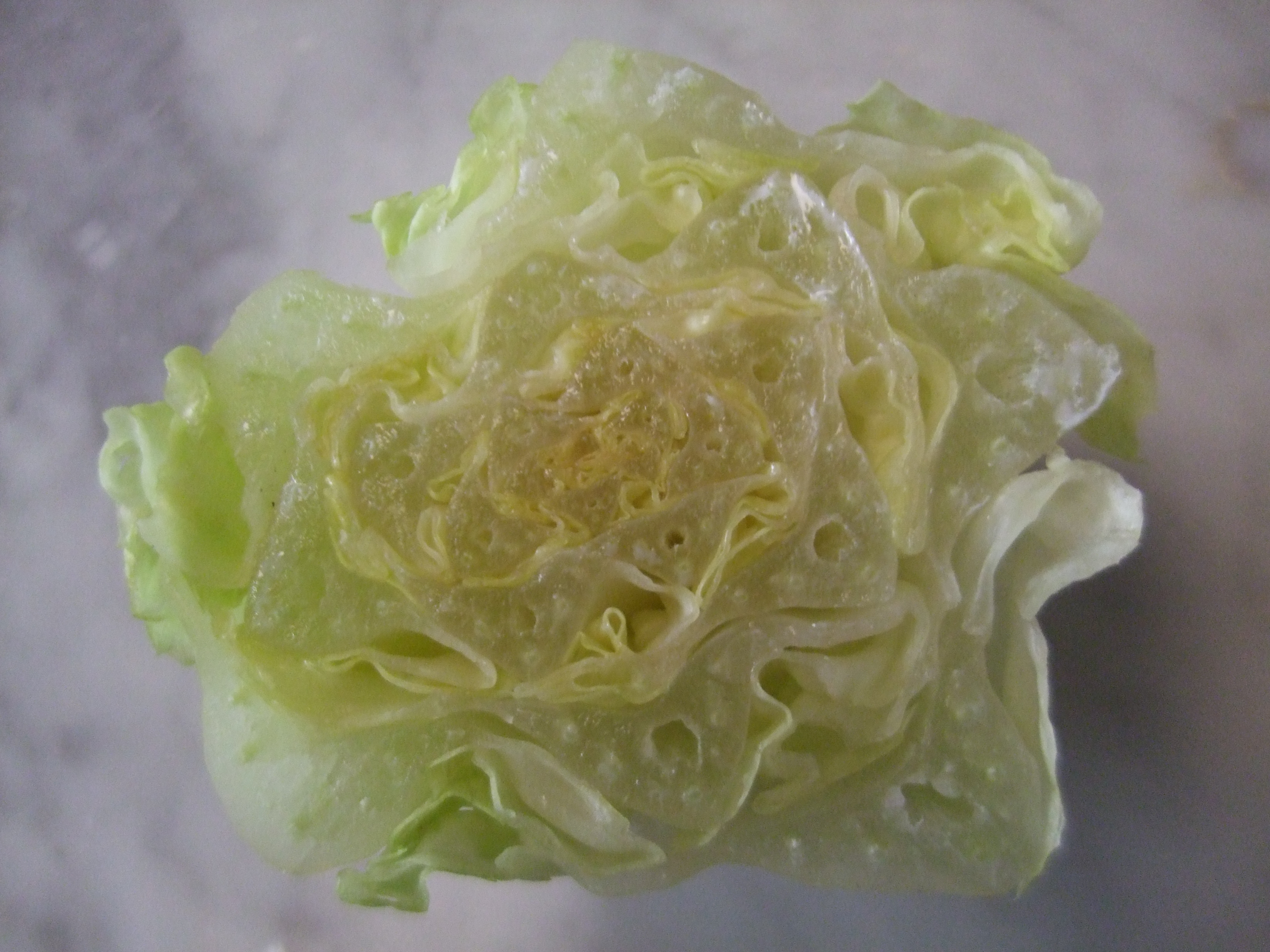
ロメインレタスの断面図

ロメインレタス (英語: Romaine lettuce, 学名: Lactuca sativa var. longifolia) またはコスレタス (Cos lettuce) は、レタスの品種の1つである。硬い葉脈を持つ長細い丈夫な葉が半結球する。他の大部分のレタスとは異なり、熱に耐性を持つ。和名はタチチシャ（立萵苣）。

## 起源と語源
北アメリカではロメインと呼ぶのが一般的だが、他の地域ではコスレタスとして知られている。多くの辞書では、コスという言葉は、このレタスの発祥地と推定されているギリシャのコス島に由来するとしている。他に、アラビア語でレタスを意味するخس khusに由来するという説もある。
ロメインレタスは、ローマを経由して西洋に伝わったと考えられており、イタリアではlattuga romana、フランスではlaitue romaineと呼ばれている。

## 栽培
種まきは育苗箱に筋まきして、本葉が出たころに育苗ポットに植え替えて、本葉5 - 6枚の苗に仕上げる。畑に株間30センチメートル (cm) で定植し、生長を見て1，2回ほどぼかし肥や鶏糞などで追肥する。葉が生長して結球してきたら収穫する。収穫は、葉を摘んでも、株ごと収穫してもよい。

## 料理
北アメリカのスーパーマーケットでは、ロメインレタスは一年中手に入る。
特に外側の古い葉の太い葉脈からは乳液が出て、これがロメインレタスに特徴的なハーブのような苦さを与える。
ロメインレタスは葉菜類としてサラダによく用いられ、特にシーザーサラダの材料となる。また、中東料理でもよく用いられる。
蒸し煮（ブレイズ）やスープなど、火を加えて調理することもある。

## 儀式での利用
ロメインレタスは、イスラエル人がエジプト人の奴隷として苦しめられていたことを象徴するマーロールとして、セーデル・シェル・ペサハに用いられる。

## 栄養価
ロメインレタスに含まれる抗酸化物質は、癌を予防すると考えられている。

## その他
フランス革命暦のジェルミナル（3月）22日は、ロメインレタスの日である。
2018年、アメリカ合衆国にて腸管出血性大腸菌O157による食中毒が流行した際には、アメリカ疾病予防管理センター (CDC) がロメインレタスの消費者に対し、食べずにすべて廃棄するよう呼びかける事態となった。